# Мавританский дом (Краснодар)
Мавританский дом — памятник архитектуры, расположенный в г. Краснодар, по ул. Пушкина, д. 61.

## История
Дом архитектора И. В. Рымаревича-Альтманского построенный им по собственному проекту, в 1910—1912 гг. Двухэтажный особняк в советские годы был разделён на коммунальные квартиры. В настоящее время в доме 9 квартир принадлежащих разным собственникам.
Существует неподтверждённая легенда, что этот дом он построил в память о своей возлюбленной — грузинской княжне, родители которой были недовольны вниманием незнатного интеллигента. Чтобы прервать отношения молодых людей, девушку увезли обратно в Грузию, где она вскоре умерла.

## Современное состояние
В настоящее время здание, используемое под жилые квартиры, никогда комплексно не ремонтировавшееся, находится в плачевном состоянии. Сохранность фундамента, как и внутренних помещений здания нам не известны, но повреждения несущих стен, куполов (завершают боковые объёмы здания), состояние стрельчатых оконных проемов и других конструктивов здания, визуально, вызывают опасения за его сохранность в ближайшие пять — десять лет. К этому добавляется не слаженность действий собственников, эксплуатирующих историческое здание. Это самовольные пристройки, замена аутентичных окон на металло-пластикововые стеклопакеты, замена одного из куполов на нечто напоминающее «гаражное творчество» и многие другие не адекватные принципам эксплуатации и пользования такими помещениями. Иными словами, уникальное и в данный момент относительно сохранное здание нуждается в комплексной научной реставрации с привлечение специалистов различных областей прикладного знания, как то: плотники-краснодеревщики, кровельщики, скульпторы-формовщики и др. Только при соблюдении научно-реставрационных методов возможно не только возродить этот редкий для нашего города образец частной застройки, но сделать его достойным примером градостроения в самой важной его административно-культурной части.
Собственники квартир не планируют ни реставрировать дом должным образом самостоятельно, ни продавать его тем, кто имеет такую возможность.

## Значение
Особняк архитектора и инженера Рымаревича-Альтманского является единственным относительно целостно сохранившимся образцом так называемого «мавританского» стиля в частной застройке города Краснодара. Выстроенный в начале 1910-х гг. он сохранил большую часть своего первоначально роскошного оформления, в том числе фасад, декорированный глазурованной плиткой лепные украшения фриза и другие элементы «сарацинского» орнамента. На территории здания (центральная клумба перед домом) сохранился сильно поврежденный нефункционирующий фонтан. «Мавританский дом» важен и в вопросе создания целостного ансамбля исторической застройки, так как он находится среди других памятников архитектуры и природы. На территории дворика также растет достаточно редкий для данного региона вековой экземпляр ясеня маньчжурского. По соседству находятся такие знаковые для истории города и края архитектурные сооружения как реконструированный дом атамана Ф. Я. Бурсака, место усадьбы генерала Бабыча, школа № 48 — место расположения дворца наказного атамана Кубанского Казачьего войска, доходный дом бр. Тарасовых и другие.
.